# Du Ab (huyện)
Du Ab là một huyện thuộc tỉnh Nurestan, Afghanistan. Dân số thời điểm năm 1999 là -7 người.